# Chalchitepec
Chalchitepec är en ort i Mexiko.   Den ligger i kommunen Huatusco och delstaten Veracruz, i den sydöstra delen av landet, 220 km öster om huvudstaden Mexico City. Chalchitepec ligger 1 809 meter över havet och antalet invånare är 632.
Terrängen runt Chalchitepec är lite bergig. Runt Chalchitepec är det ganska tätbefolkat, med 214 invånare per kvadratkilometer. Närmaste större samhälle är Huatusco de Chicuellar, 7,0 km öster om Chalchitepec. I omgivningarna runt Chalchitepec växer huvudsakligen savannskog.